# Nesvacumab
Il nesvacumab è un anticorpo monoclonale sperimentale inizialmente progettato per il trattamento di alcuni tipi di neoplasia: legandosi all'angiopoietina II, infatti, ne inibirebbe le proprietà di angiogenesi tumorale. Tuttavia la maggior parte degli studi clinici sull'anticorpo si sono focalizzati sulle sue potenzialità terapeutiche nei confronti della retinopatia diabetica.